# Reverend and the Makers
Reverend and The Makers — британская инди-рок-группа, образованная в 2005 году в Шеффилде (Йоркшир, Англия) и исполняющая гитарный поп-рок с элементами фанка, соул и синт-попа. Группу возглавляет Джон Макклюр по прозвищу «Преподобный» (The Reverend), известный своими откровенными высказываниями на различные политические темы, а также дружбой с Алексом Тёрнером из Arctic Monkeys.
В подражание своему кумиру Джону Куперу Кларку Макклюр нередко на концертах между песнями декламирует собственные стихи, по стилю напоминающие кларковские. На обороте дебютного сингла «Heavyweight Champion of the World» — стихотворение «Last Resort», которое Макклюр и Кларк читают поочередно.
В 2005 году группа подписала контракт с Wall of Sound Records и в мае 2007 года выпустила дебютный сингл «Heavyweight Champion Of The World»  (#38, Download UK). Альбом The State Of Things (записанный при участии нескольких шеффилдских музыкантов, в числе которых были Алекс Тёрнер и Тим Хэмптон из Bromheads Jacket) вышел 17 сентября 2007 года и поднялся до #5 в UK Albums Chart..
Бывший басист Arctic Monkeys Энди Николсон играл с группой в одном из её британских туров того же года. В числе музыкантов, с которыми гастролировали Reverend & the Makers, были The Ting Tings, Иэн Браун и The Verve.
Второй альбом French Kiss in the Chaos вышел 27 июля 2009 года и через неделю после выпуска поднялся до # 19 в UK Album Charts.

## Дискография

### Синглы
- «Heavyweight Champion of the World» (2007, UK #8, UK Indie #1)
- «He Said He Loved Me» (2007, UK #16, UK Indie #1)
- «Open Your Window» (2007, UK Indie #1)
- «Sundown On the Empire / 18-30 / The Machine — Remixes» (2008)
- «Silence Is Talking» (2009)
- "No Soap (In A Dirty War)" (2009)
- "Bassline" (2012)
- "The Wrestler" (2012)

### Альбомы
- The State of Things (2007, UK #5)
- French Kiss in the Chaos (2009, 19#)
- @Reverend_Makers (18 Июня 2012 ,UK #16)
- ThirtyTwo (2014)
- Mirrors (2015)
- The Death of a King (2017)
- Heatwave in the Cold North (2023)